# Церква Перенесення мощей святого Миколая (Серединки)
Церква Перенесення мощей святого Миколая в Серединках — парафія і храм греко-католицької громади Великоберезовицького деканату Тернопільсько-Зборівської архієпархії Української греко-католицької церкви в селі Серединки Тернопільського району Тернопільської области.

## Історія церкви
Тривалий час жителі села Серединки ходили на богослужіння до церкви в Буцневі.
Наділ землі під будівництво церкви пожертвував місцевий заможний селянин Микола Городинський. Проєкт храму в селі виконав львівський архітектор Олександр Лушпинський. Наріжний камінь під будівництво церкви був закладений у 1903 році, а урочисте відкриття та освячення на честь Перенесення мощей святого Миколая відбулося у 1913 році. Напис на стіні біля входу, «Р3 1903 РС 1913», символізує роки початку та завершення будівництва. У 1925 році декрет про заснування парафії підписав митрополит Андрей Шептицький.
2 липня 1937 року з візитацією на парафії побував єпископ Никита Будка. У церкві досі зберігається Євангеліє з його написом та відміткою про візитацію.
У 1945 році комуністична влада розпочала репресії проти УГКЦ. Восени того ж року священника о. Василя Куриласа заарештували на 10 років за відмову перейти в РПЦ. У 1946 році парохом став священник, який перейшов на російське православ'я. З 1960 по 1980 рік церква була закрита.
Під час горбачовської перебудови влада дозволила відкрити храм, але зареєструвала його як православний. Проте, у 1990 році храм і парафія стали греко-католицькими. Тоді ж до села вперше прибув о. митрат Василій Семенюк, за служіння якого були створені братство Матері Божої Неустанної Помочі та Марійська дружина.
У 2001–2002 роках на парафії збудували дзвіницю (архітектор Ігор Худик), відновили каплицю та впорядкували проборство, яке є власністю парафії.
У серпні 2025 року парафія відзначила 100-річчя з часу заснування. Архієрейську літургію очолив екзарх Луцький, єпископ Йосафат Говера, який свого часу служив у цьому храмі.
На території храму встановлено хрест і фігуру Матері Божої.

## Парохи
- о. Ізидор Глинський,
- о. Михайло Кулинич,
- о. Василь Курилас,
- о. Микола Козяра,
- о. Волиняк,
- о. Микола Ніколаєв,
- о. митрат Василій Семенюк (1990),
- о. Петро Половко,
- оо. Андрій і Йосафат Говери,
- о. Володимир Дудка,
- о. Петро Глібчук (з 1995).